# Zedz
Zedz（ゼッツ、1971年 - ）はオランダのタイポグラフィー／グラフィックアーティスト。2000年の建築家MUA（Maurer United Architects）とのコラボレーションプロジェクト「Zedzbeton」ではグラフィティーと3D建築の融合を試み、デザインや建築の分野にも一石を投じることとなった。 
日本のヒップホップアーティストであるSHAKKAZOMBIEのアルバム『GET ON DA TRACK』のジャケットデザインを手がけた経緯も持つことから、SHAKKAZOMBIEのOsumiが率いるファッションブランド「SWAGGER」のキャップ・Tシャツ・ジャケットなどのデザインを手がけた。また、東京・福岡・広島にあるSWAGGER STOREではZedzが製作したグラッフィックムービーが常時流れている。